# Ambrogio Portalupi
Ambrogio Portalupi (Marcignago, 25 gennaio 1943 – Pavia, 5 gennaio 1987) è stato un ciclista su strada italiano.
Professionista dal 1964 al 1971 colse la vittoria del Tour de Suisse 1966

## Carriera
Passato professionista presso le file della Ignis partecipò nel 1965 al suo primo grande giro, il Tour de France in appoggio ai capitani Gianni Motta e Guido De Rosso. In quell'anno colse anche i primi piazzamenti importanti in corse professionistiche del panorama italiano giungendo all'ottavo posto al campionato italiano in linea e salendo sul terzo gradino del podio del Trofeo Matteotti vinto proprio da De Rosso.
Nel biennio seguente corse per la Vittadello, nelle cui file militavano, tra gli altri, Graziano Battistini, Vito Taccone, Aldo Moser e Michele Dancelli, e proprio con questa casacca colse la sua affermazione più prestigiosa aggiudicandosi la classifica generale del Tour de Suisse nel 1966.
In quella edizione della corsa elvetica Portalupi conquistò la vetta della classifica generale alla prima tappa, arrivando in solitaria e con ampio margine sui rivali sul traguardo di Yverdon, e non la cedette più. Il vantaggio accumulato, assottigliatosi fino a soli 12" su Carlo Chiappano vincitore, anch'esso in solitaria, della seconda frazione, gli permise di trionfare, quale vincitore della rassegna, sul traguardo finale di Zurigo.
L'anno successivo venne selezionato dalla squadra Primavera Italia per partecipare al Tour de France 1967, che tornava a disputarsi per nazionali dopo ben quattro anni. I suoi compiti erano quelli di coadiuvare i capitani designati fra cui figuravano Marino Basso per le volate e Franco Balmamion per la classifica generale, il primo vinse due frazioni il secondo fu terzo nella generale.
Nel 1968 passò alla Faema di Eddy Merckx e Vittorio Adorni ma vi rimarrà una sola stagione decidendo di seguire Adorni alla Scic nei due anni seguenti.
Nel 1969 non gli riuscì di bissare, alla stessa maniera di tre anni prima, la vittoria al Tour de Suisse. Dopo aver tagliato per primo il traguardo, ancora in solitaria, della seconda frazione ed indossato la maglia di leader della generale perse l'insegna del primato a favore del forte corridore belga Herman Van Springel; tuttavia aiuterà, nelle tappe successive, Adorni a conquistare quella edizione della rassegna svizzera.

## Palmarès
- 1963 (Dilettanti, due vittorie)

Giro del Medio Po
Gran Premio Colli Rovescalesi
- 1966 (Vittadello, due vittorie)

1ª tappa Tour de Suisse (Zurigo > Yverdon)
Classifica generale Tour de Suisse
- 1969 (Scic, due vittorie)

Gran Premio Valsassina
2ª tappa Tour de Suisse (Brugg > Binningen)

## Piazzamenti

### Grandi giri
- Tour de France

1965: 63º
1967: 58º
1970: ritirato (alla 6ª tappa)
- Giro d'Italia

1966: 38º
1969: 75º
1970: 84º